# Finale de la Coupe du monde de football 1958
Finale de la Coupe du monde de football de 1958, la rencontre Suède contre Brésil s'est déroulée le 29 juin 1958 au stade Råsunda à Stockholm devant 49 737 spectateurs.

## Feuille de match

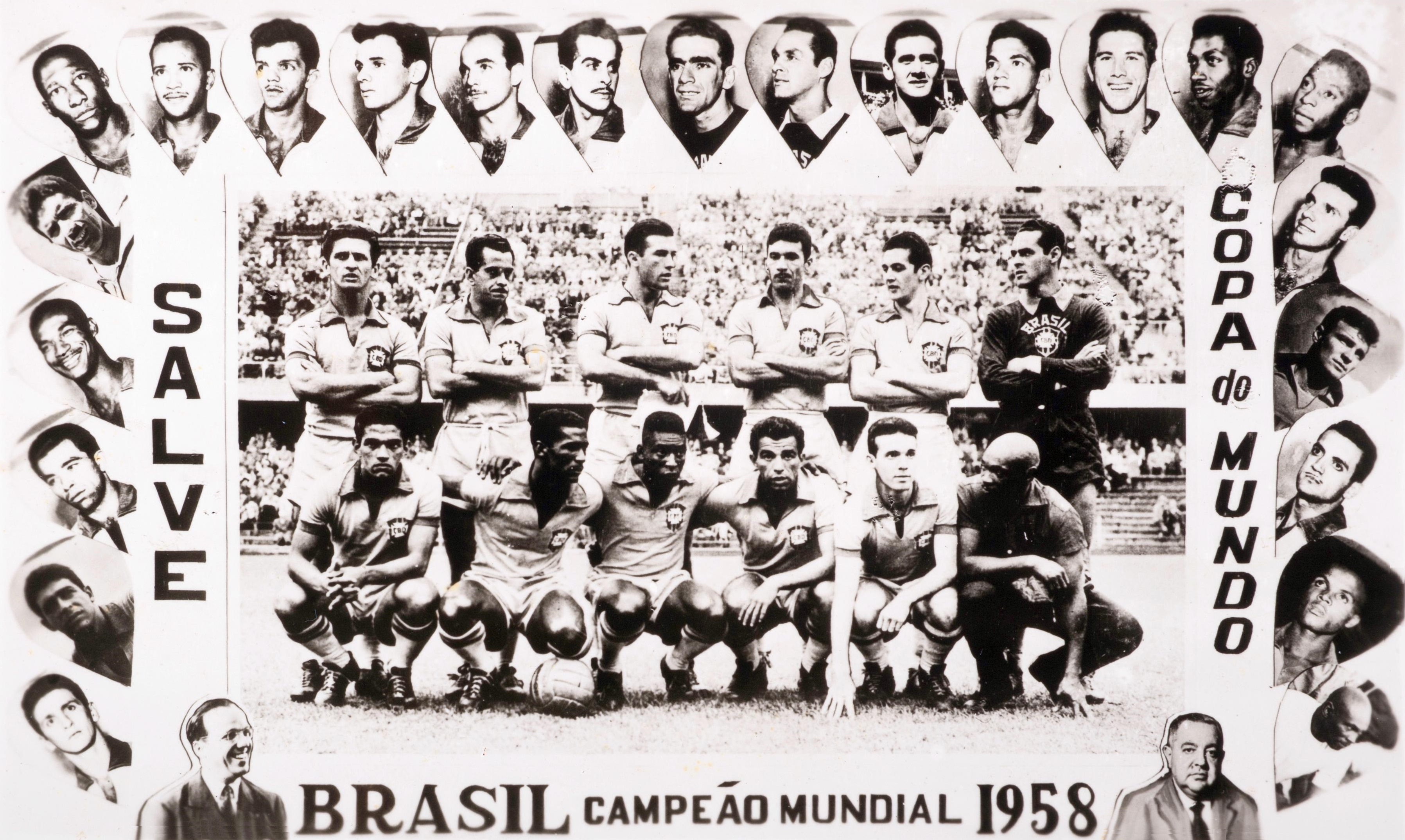
Le Brésil à la coupe du monde 1958.
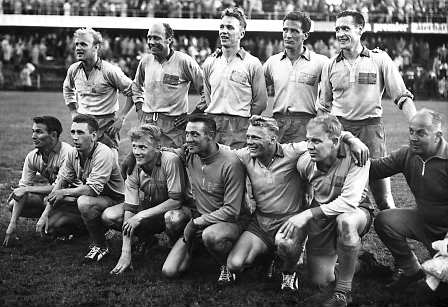
La Suède à la coupe du monde 1958.

| 28 juin 1958 15h00        | Brésil                                                                     | 5 - 2   | Suède                       | Råsunda, Stockholm                              |                                                 |
| Historique des rencontres | ( Garrincha) Vavá 9e · ( Garrincha) Vavá 32e · Pelé 55e, 90e · Zagallo 68e | (2 - 1) | 4e Liedholm · 80e Simonsson | Spectateurs : 49 737 Arbitrage : Maurice Guigue | Spectateurs : 49 737 Arbitrage : Maurice Guigue |
| Historique des rencontres | (Rapport)                                                                  |         |                             | Spectateurs : 49 737 Arbitrage : Maurice Guigue | Spectateurs : 49 737 Arbitrage : Maurice Guigue |

|  | Titulaires : Gilmar Djalma Santos Orlando Peranha Hideraldo Bellini Nílton Santos Zito Didi Garrincha Mário Zagallo Vavá Pelé Entraîneur : Vicente Feola | Finale de la Coupe du monde 1958 |  | Titulaires : Kalle Svensson Orvar Bergmark Sven Axbom Reino Börjesson Bengt Gustavsson Sigvard Parling Kurt Hamrin Gunnar Gren Agne Simonsson Nils Liedholm Lennart Skoglund Entraîneur : George Raynor |

| Arbitres assistants : Albert Dusch Juan Gardeazábal |

## Maillots des équipes
| Suède | Brésil |

## Récit du match
Le Brésil est donné favori de la finale après sa victoire 5-2 contre la France en demi-finale,.
Dès la quatrième minute, le Suédois Nils Liedholm se joue de deux défenseurs avant de croiser sa frappe et de surprendre Gilmar. Il ne faut que dix minutes à Vavá pour remettre les deux équipes à égalité, après un beau débordement de Garrincha côté droit. A la 32e minute, Garrincha déborde encore côté droit avant de centrer pour Vavá, qui marque un deuxième but identique au premier.
En deuxième mi-temps, le Brésil ajoute trois autres buts (dont un doublé pour Pelé) et la Suède marque une seconde fois par Agne Simonsson.